# Ficus dammaropsis
Ficus dammaropsis là một loài thực vật có hoa trong họ Moraceae. Loài này được Diels mô tả khoa học đầu tiên năm 1935.

## Hình ảnh

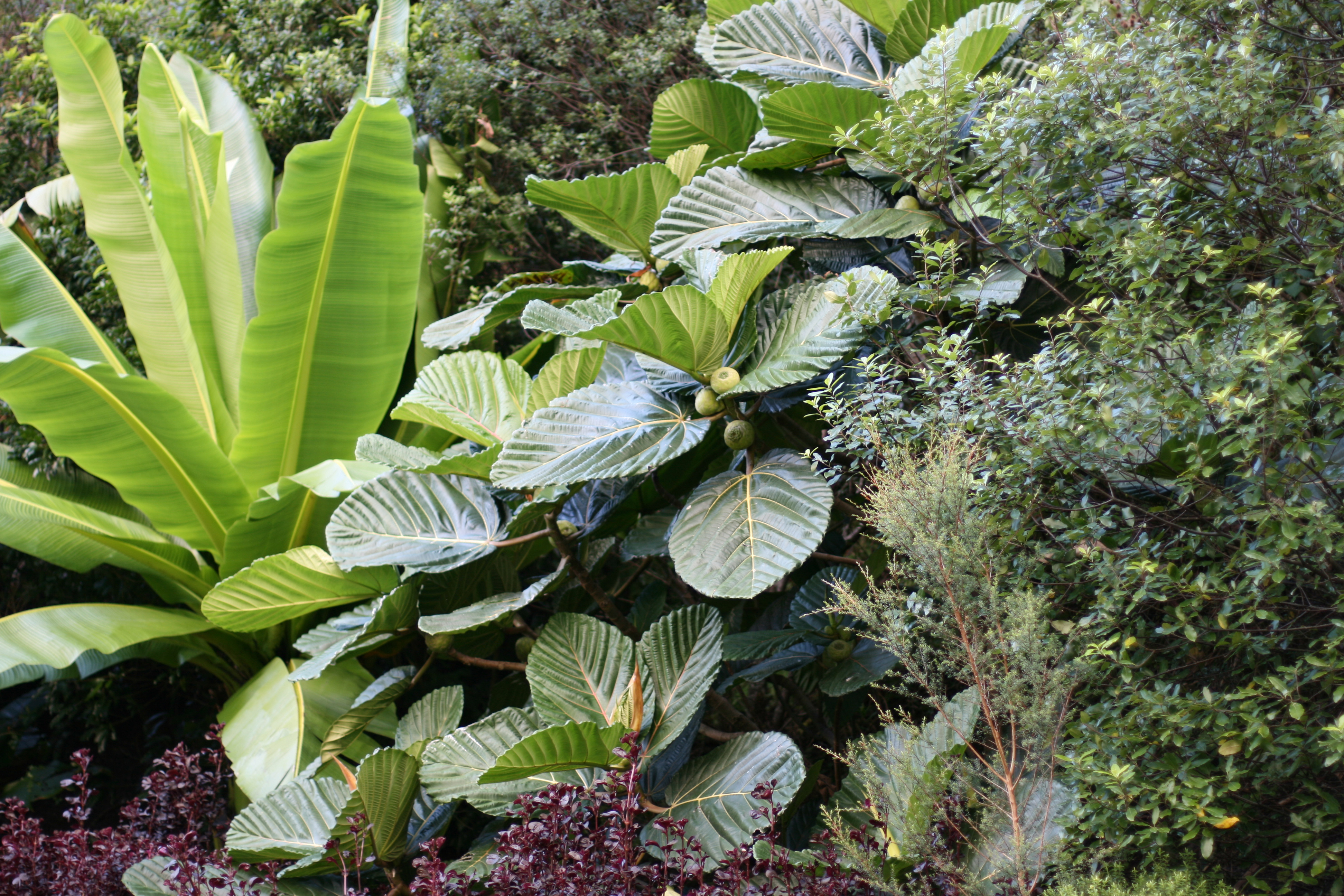
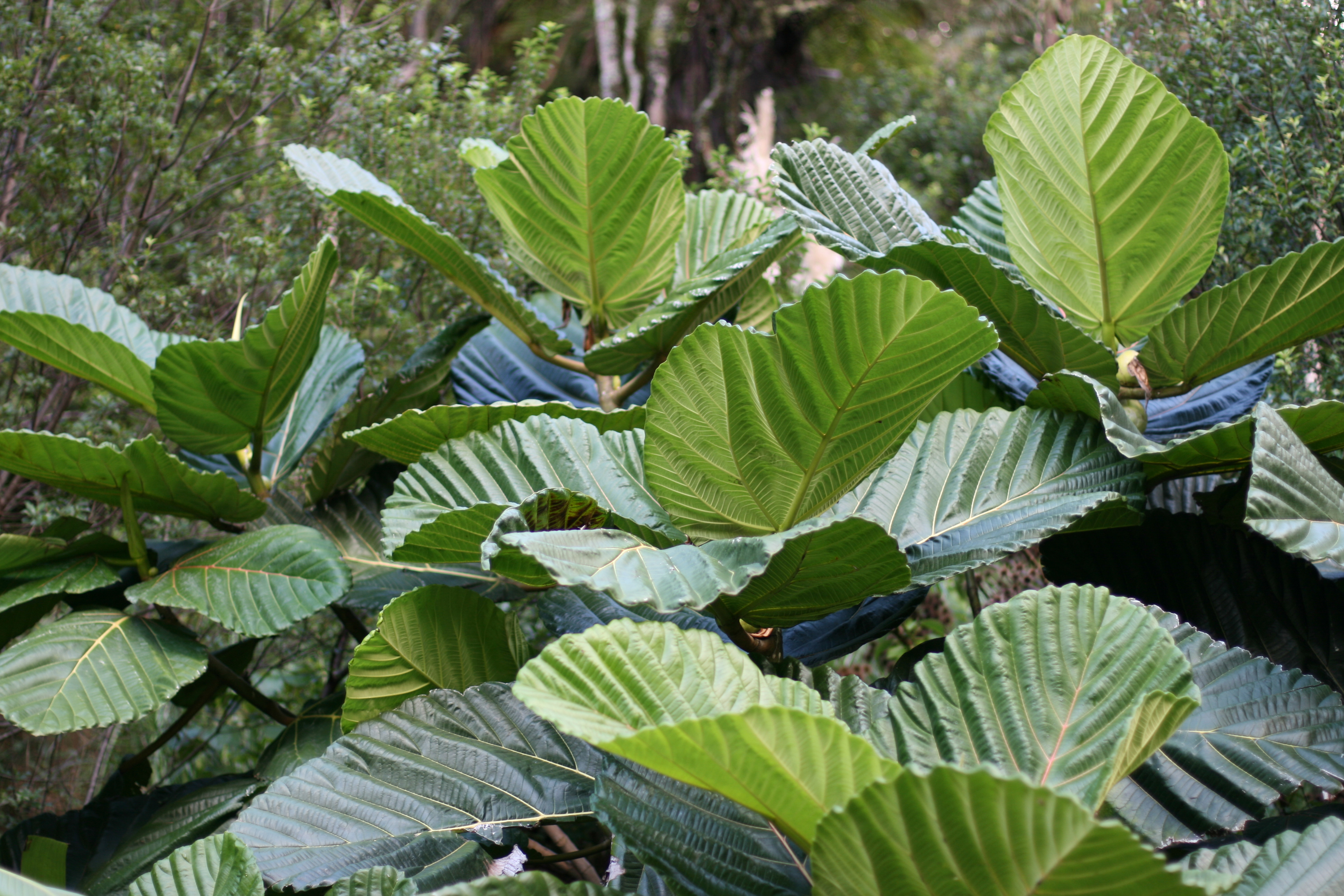
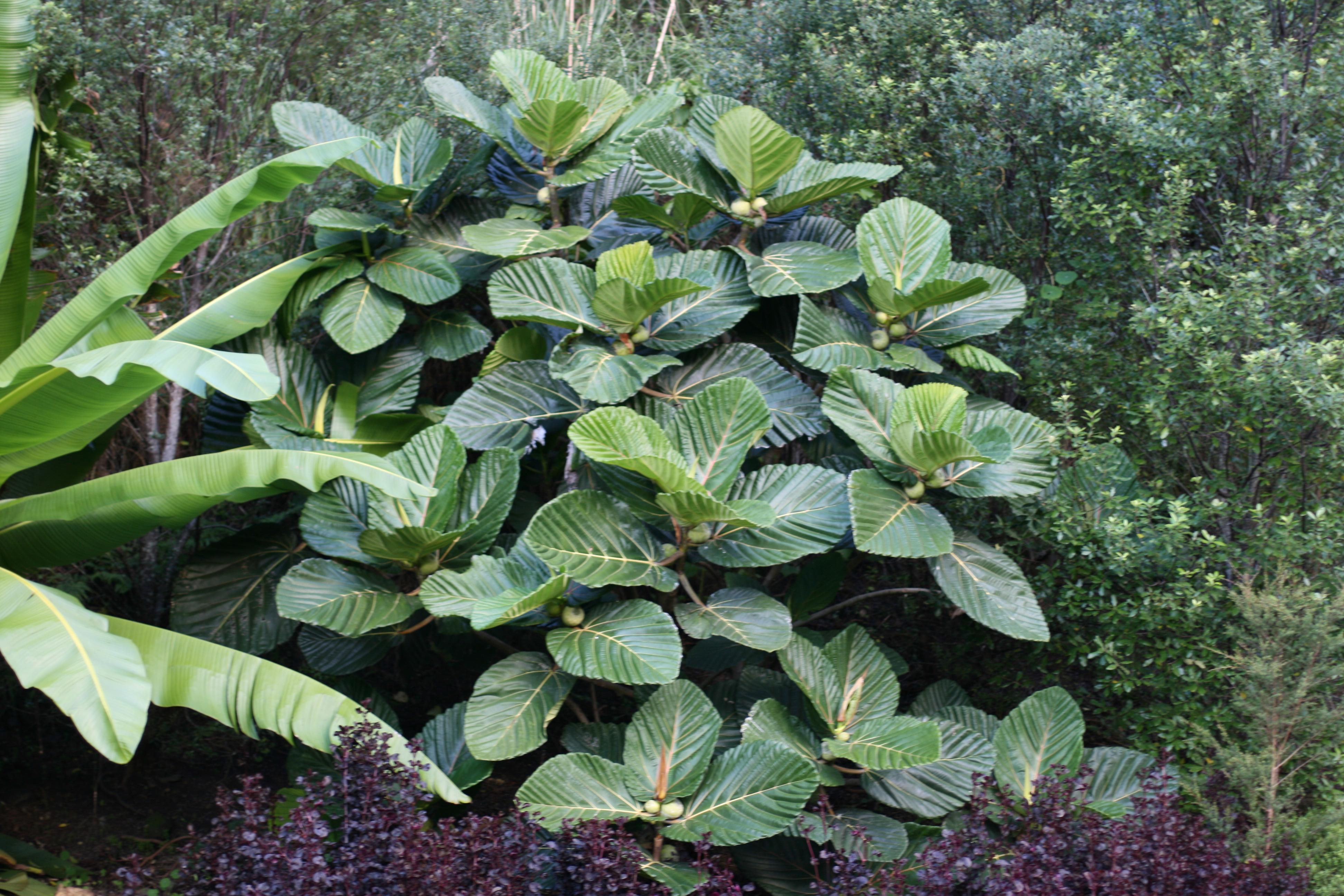
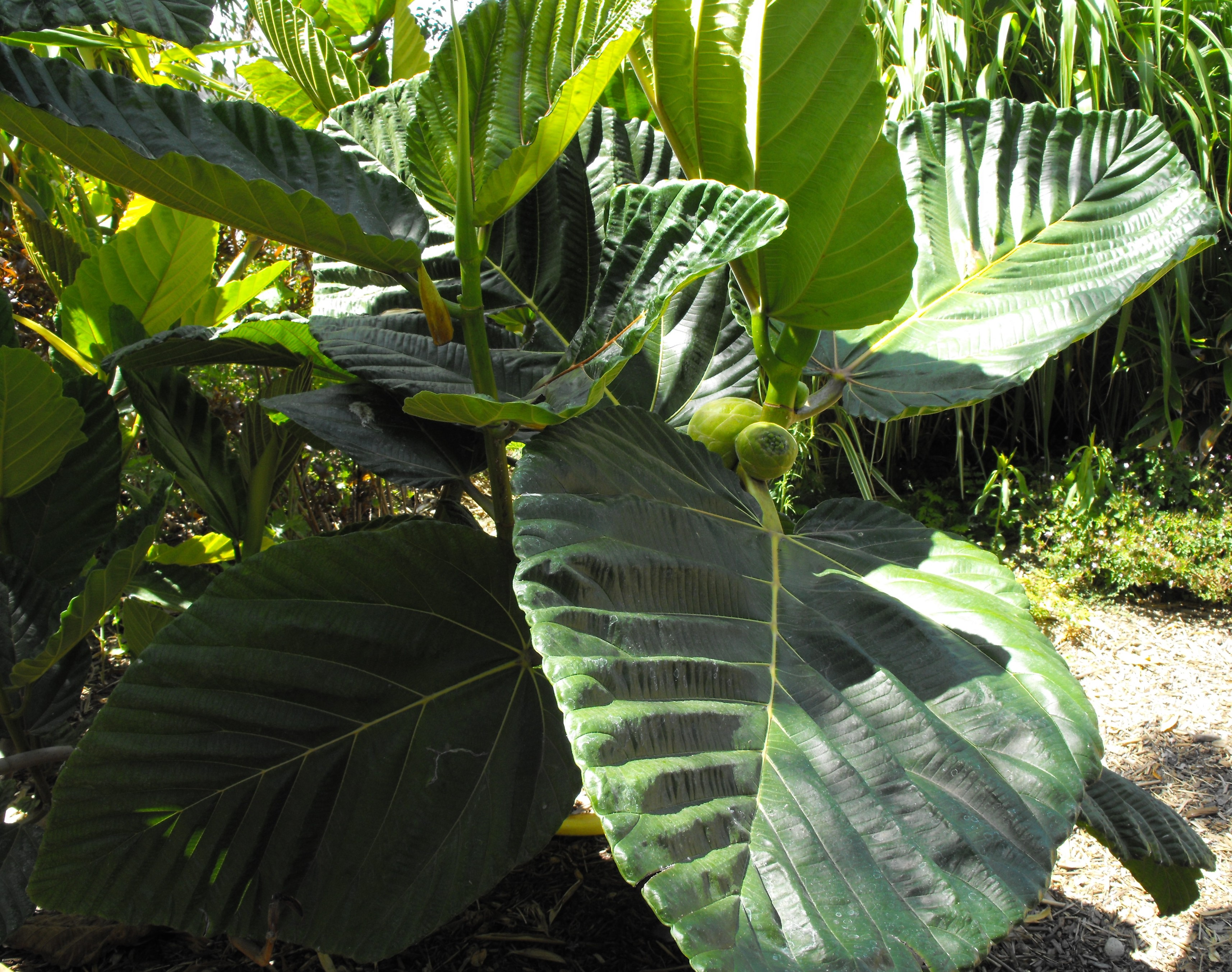